# Giro dell'Appennino 1934
Il Giro dell'Appennino 1934, prima storica edizione della corsa (nota al tempo come "Circuito dell'Appennino"), si svolse il 16 settembre 1934 su un percorso di 140 km con partenza e arrivo a Pontedecimo. Fu vinto dall'italiano Augusto Como, che completò il percorso in 4h21'00" precedendo i connazionali Giulio Campastro e Luigi Cafferata. Conclusero la prova 20 dei 32 ciclisti al via.
Aperto a indipendenti e dilettanti, fu organizzato dall'Unione Sportiva Pontedecimo diretta dall'ex ciclista Luigi Ghiglione.

## Percorso
La prova prese il via da Pontedecimo e si avviò verso Novi Ligure superando il Passo dei Giovi, Ronco Scrivia e Serravalle Scrivia; da lì rientro fin quasi Pontedecimo per affrontare il "Circuito" propriamente detto, con nell'ordine Campomorone, Passo della Bocchetta, Voltaggio, Castagnola e il Passo dei Giovi, e rientrare infine a Pontedecimo dopo 140 km di gara.

## Ordine d'arrivo (Top 10)
| Pos. | Corridore        | Squadra          | Tempo    |
| ---- | ---------------- | ---------------- | -------- |
| 1    | Augusto Como     | S.S. Girardengo  | 4h21'00" |
| 2    | Giulio Campastro | S.S. Girardengo  | a 20"    |
| 3    | Luigi Cafferata  | G.S. Littorio    | a 1'20"  |
| 4    | Armando Poggio   | Ped. Astigiano   | a 6'50"  |
| 5    | Enrico Bolis     | U.S. Castellanz. | s.t.     |
| 6    | Pio Ferrando     | U.S. Pontedec.   | s.t.     |
| 7    | Gino Murgiani    | -                | a 9'20"  |
| 8    | Alfio Casini     | Dop. S. Ilario   | a 9'50"  |
| 9    | Giuseppe Volpara | U.S. Pontedec.   | s.t.     |
| 10   | Marzio Piccini   | -                | s.t.     |